# Oberheim OB-Xa
De Oberheim OB-Xa is een analoge polyfone synthesizer geproduceerd door Oberheim Electronics van 1980 tot 1982. Het was een geüpdatete versie van de OB-X.

## Beschrijving
De OB-Xa kwam op de markt in 1980, een jaar later na de OB-X. Discrete circuits maakten plaats voor geïntegreerde circuits van Curtis. Dit zorgde voor een overzichtelijk geheel zodat defecte onderdelen sneller vervangen konden worden. Ook werd de synthesizer hierdoor stabieler in het gebruik.
Naast deze veranderingen aan de hardware heeft de OB-Xa een verbeterde interface gekregen, en de mogelijkheden voor het opdelen van het klavier in twee gedeeltes (split-functie) en klanken te stapelen voor een voller geluid (layer-functie). De polyfonie bleef gelijk aan 4, 6 of 8 stemmen.
Een functie die verdween in de OB-Xa was kruismodulatie, of frequentiemodulatie van de eerste met de tweede VCO (Voltage Controlled Oscillator). Ook ontbreekt de CV/Gate aansluiting.

## Bekende gebruikers
Een selectie van artiesten die deze synthesizer hebben gebruikt:
- Bon Jovi
- Brad Fiedel
- Bruce Hornsby
- David Bowie
- Depeche Mode
- Electric Light Orchestra
- Jean-Michel Jarre
- Kool & The Gang
- Laurie Anderson
- Mezzoforte
- Mike Oldfield
- Miles Davis
- Nik Kershaw
- Prince
- Queen
- Rush
- Stevie Nicks
- Styx
- Talk Talk
- The Police
- The Time
- Van Halen

SEM · 
OB-1 · 
OB-X · 
OB-Xa · 
Matrix-12 · 
OB-12